# Manipa
Manipa (indonez. Pulau Manipa) – wyspa w Indonezji w archipelagu Moluków, na wschód od Buru.